# Weinbau in Bosnien und Herzegowina
Weinbau in Bosnien und Herzegowina findet fast ausschließlich in der klimatisch dafür geeigneten, ca. 10.000 km2 großen Herzegowina statt und stützt sich in hohem Maße auf die autochthonen Rebsorten Žilavka und Blatina. Erzeugt wurden 2011 auf 6.000 ha  34.000 Hektoliter.

## Geschichte
In der Herzegowina soll der Weinbau ca. 2.200 Jahre alt sein und auf die illyrische Zeit zurückgehen, in der Thraker die ersten Weinreben-Sämlinge in die Balkan-Region eingeführt haben sollen. Aus der Römerzeit stammende Fundstücke zeigen Trauben und Weinblätter. Mittelalterliche Quellen belegen, dass der spätere bosnische König Tvrtko I. 1353 den Wein aus der Gegend um Suha – dem heutigen Čitluk – lobend erwähnt hat. Noch im Mittelalter soll die Gesamtanbaufläche sowohl in den Vorgängergebilden der Herzegowina, dem Hum, als auch in Bosnien größer als heutzutage gewesen sein. Fast jede Adelsfamilie habe ihre eigenen Weinberge gehabt, was sich aus ersten Katasterunterlagen des 15. und 16. Jahrhunderts ergebe. Mit der ab 1463 einsetzenden Eroberung der Region durch die Osmanen, den damit einhergehenden Kriegswirren sowie der allmählichen Verbreitung des Islams sei der Weinbau jedoch immer mehr zum Erliegen gekommen.
Ein moderner Weinbau begann gegen Ende des 19. Jahrhunderts unter österreichisch-ungarischer Verwaltung (1878 bis 1918). 1886 wurde das Wein- und Obstbauamt in Gnojnice bei Mostar gegründet. Die Gesamtanbaufläche wurde von 4.525 ha (Herzegowina 4.403 ha, Bosnien 121 ha) im Jahr 1878 auf 6.168 ha (Herzegowina 5.901 ha, Bosnien 268 ha) im Jahr 1898 und mithin in 20 Jahren um 36 Prozent gesteigert. Zugleich wurden moderne Erziehungsmethoden, etwa Rebpfähle zur Verminderung des Befalls mit Falschem Mehltau, gelehrt und eingeführt. Die durchschnittlich erzeugte Menge Wein belief sich um 1898 auf ca. 30.000 Hektoliter jährlich. Zur gleichen Zeit begannen erste Weinexporte ins westliche und mittlere Europa. 
In der Zeit vor 1990 wurden in der Herzegowina auf 5.691 ha, in Bosnien auf 90 ha Wein erzeugt. Damals wie heute konzentriert sich die Weinerzeugung auf die in der Föderation Bosnien und Herzegowina gelegenen westherzegowinischen Gemeinden Čitluk, Čapljina, Ljubuški, Međugorje, Mostar und Stolac (Kantone Herzegowina-Neretva und West-Herzegowina) (1990: 5.314 ha) sowie auf die in der Republika Srpska gelegene ostherzegowinische Gemeinde Trebinje (1990: 377 ha). Zusammen bilden diese Gemeinden die Weinbauregion „Mittlere Neretva-Trebišnjica“.

## Rechtsgrundlagen
In der Föderation Bosnien und Herzegowina ist der Weinbau durch das Weingesetz vom 31. Mai 2012 geregelt worden.
In der Republika Srpska hat das Ministerium für Landwirtschaft zu Beginn des Jahres 2014 den Entwurf eines Weingesetzes zur öffentlichen Diskussion vorgelegt. Derzeit (Stand: Januar 2015) befindet sich dieser Entwurf noch im parlamentarischen Verfahren.
Angesichts der Gesetzgebungsaktivitäten in den beiden Entitäten ist auf gesamtstaatlicher Ebene kaum mehr mit dem Beschluss des bereits seit 2008 im parlamentarischen Verfahren befindlichen Entwurfs eines gesamtstaatlichen Weingesetzes zu rechnen.

## Klima
Die Herzegowina hat ein gemäßigtes und mediterranes Klima mit heißen Sommern und milden Wintern, in denen die Temperatur selten unter 0° Celsius fällt. Mostar, die Hauptstadt, hat 2290 Sonnenstunden im Jahr, eine Jahresdurchschnittstemperatur von 15,2 °C und relativ hohe Jahresniederschlagsmengen (1455 mm). Jedoch sind die Böden karstig und halten die Feuchtigkeit nicht. Auf manchen dieser Karstböden mit minimaler Erdauflage wird als Spezialität der sog. Steinwein, zumeist aus der weißen Rebsorte Žilavka, erzeugt.

## Rebfläche und erzeugte Menge
2007 wurden in der Herzegowina auf 5.500 ha 46.000 Hektoliter, 2009 dagegen nur noch ca. 39.200 Hektoliter Wein erzeugt. Davon entfielen auf den in der Föderation Bosnien und Herzegowina gelegenen Teil der Herzegowina 35.180 Hektoliter und auf den in der Republika Srpska gelegenen Teil 4.030 Hektoliter. Die Produktionskapazität der weinerzeugenden Betriebe lag mit 264.000 Hektolitern deutlich höher. 2013 erzeugten 46 registrierte Betriebe auf etwa 3.500 ha noch geschätzte 29.260 Hektoliter. Ca. 55 % der Produktion entfallen auf Weißweinsorten, der Rest auf Rotweinsorten. Erzeugt werden vorwiegend hochwertige Weine mit aktueller Technik.

## Rebsorten
Bei den Weißweinsorten dominiert bei weitem die autochthone ‘Žilavka’; daneben werden in geringerem Ausmaß die ebenfalls autochthonen Sorten ‘Bena’ und ‘Krkošija’ sowie die auch regional oder überregional verbreiteten Sorten ‘Smederevka’, ‘Tamjanika’ und ‘Chardonnay’ erzeugt.
Bei den Rotweinsorten dominiert bei weitem die autochthone ‘Blatina’; daneben werden in geringerem Ausmaß ‘Vranac’ (vor allem im Flusstal der Neretva südlich von Mostar), Merlot, ‘Syrah’, ‘Pinot noir’, ‘Cabernet Sauvignon’, ‘Kambuša’, ‘Mali Plavac’ und ‘Trnjak’, der häufig als Befruchtersorte für die ‘Blatina’ eingesetzt wird, angebaut.

## Ex- und Import
Exportiert wurden 2009 aus Bosnien und Herzegowina ca. 25.370 Hektoliter, importiert dagegen 96.576 Hektoliter. Hauptexportmärkte sind Kroatien und Serbien, nach Deutschland und Österreich gelangen geringe Mengen. 96 % des Imports stammen aus Serbien, Montenegro, Kroatien, Slowenien und Mazedonien.

## Weinstraße
2004 wurde mit Hilfe der Europäischen Union die „Vinska Cesta Hercegovine“, eine Weinstraße durch die relevanten Erzeugungsgebiete der Herzegowina, gegründet. Sie bezweckt die Förderung des Weintourismus und des Weinabsatzes der örtlichen Erzeuger.